# Mesothriscus truncatus
Mesothriscus truncatus är en skalbaggsart som beskrevs av Sharp 1903. Mesothriscus truncatus ingår i släktet Mesothriscus och familjen jordlöpare. Inga underarter finns listade i Catalogue of Life.